# Rebecca Sugar
Rebecca Sugar (Silver Spring, Maryland, 1987. július 9. –)  amerikai zeneszerző és rendező, aki főként a Kalandra fel! című rajzfilmsorozatnak szerzett dalairól, és az általa írt epizódokról ismert. Ő a Steven Universe alkotója is. Mindkét sorozat a Cartoon Networkön fut. A Steven Universe elkészítésével ő az első nembináris ember, aki rajzfilmet alkot a rajzfilmadó számára. Ezen felül a Hotel Transylvania – Ahol a szörnyek lazulnak című film képes forgatókönyvének egy részét is ő készítette.

## Díjak és jelölések
2011-ben jelölték a Kalandra fel!-ben végzett munkásságáért a legjobb történetíró egy animációs sorozatban kategóriában.

## Epizódok
Itt azok az epizódok szerepelnek, amelyeken dolgozott.
Kalandra fel!
- Apa az éjszférából
- Az erőember
- A fagyott pengék barlangja
- Ez vagy te
- Erős Susan
- A varázspulóver
- Morituri Te Salutamus
- Fióna és Cuki
- Ereklyék nyomában
- Tűzön és vízen át
- Jake és Mimó párharca
- Fellángolás 1. rész
- Apuci pici szörnye
- Fellángolás 2. rész
- Megvagy!
- Túlfűtött érzelmek
- Szivárványszarv és a hercegnő
- Tudom, ki voltál!
- Jake, az eb
- Bad Little Boy
- Simon and Marcy

## Dalai
Kalandra fel!
- Miért etted meg a krumplimat? (The Fry Song)
- Mint egy igazi éden! (On a Tropical Island)
- Ó, Fióna (Oh, Fionna)
- I'm Just Your Problem
- My Best Friends in the World
- I'm On a Boat
- Kicsi kutya (Sleepy Puppies)
- All Gummed Up Inside
- All Warmed Up Inside
- Working for the Master
- Little Girl
- Bacon Pancakes
- Ó, Buborék! (Oh Bubblegum)
- Zizzent (Nuts)
- Tudom, ki voltál! (I Remember You)
- Bad Little Boy
- Time Adventure

Steven Universe
- A kristálycsapat (We are the Crystal Gems)
- Furgonom a szíved fele megy… (Let Me Drive My Van…)
- Óriásnő (Giant Woman)
- Island Adventure
- Emlékszel, hogy réges-rég?